# Pseudanthias calloura
Pseudanthias calloura là một loài cá biển thuộc chi Pseudanthias trong họ Cá mú. Loài này được mô tả lần đầu tiên vào năm 2001.

## Từ nguyên
Từ định danh calloura được ghép bởi hai âm tiết trong tiếng Hy Lạp cổ đại: kállos (κάλλος; "sắc đẹp") và ourá (οὐρά; đuôi), hàm ý đến vây đuôi đầy màu sắc của cá đực.

## Phạm vi phân bố và môi trường sống
P. calloura ban đầu mới chỉ được biết đến tại đảo Koror (Palau), sau đó được ghi nhận thêm ở ngoài khơi Manado (đảo Sulawesi, Indonesia); có khả năng phạm vi phân bố của loài này rộng hơn nhiều.
P. calloura được tìm thấy ở độ sâu khoảng từ 18 đến 88 m.

## Mô tả
Chiều dài cơ thể lớn nhất được ghi nhận ở P. calloura là 10 cm.
Cá cái: thân màu vàng cam nhạt, dải vàng với viền tím nhạt từ mắt chéo xuống gốc vây ngực. Vây ngực trong suốt. Các vây còn lại màu vàng, có viền xanh tím; một đốm vàng giữa vây đuôi. Cá đực: thân trên có các vệt tím nhạt tương phản với màu đỏ cam của cơ thể. Vây ngực trong suốt, phớt vàng. Vây bụng có màu đỏ tươi. Vây lưng và vây hậu môn màu vàng với viền xanh tím, vùng phía cuối có màu tím nhạt. Một dải trắng từ miệng kéo dài xuống gốc vây hậu môn. Vây đuôi có các vân vàng, tím ở chóp thùy.
Số gai ở vây lưng: 10; Số tia vây ở vây lưng: 16; Số gai ở vây hậu môn: 3; Số tia vây ở vây hậu môn: 7; Số gai ở vây bụng: 1; Số tia vây ở vây bụng: 5; Số tia vây ở vây ngực: 15; Số vảy đường bên: 32–34.

## Sinh thái học
P. calloura đực sống theo chế độ hậu cung, với nhiều cá cái trong lãnh thổ của nó. Lãnh thổ của mỗi nhóm hậu cung chiếm diện tích khoảng 20–25 m², đôi khi có 2 hoặc 3 con đực cùng chung ranh giới. Thức ăn của chúng là sinh vật phù du.